# Парк Східного Прибуття
Парк Східного Прибуття (також 823 км) — пасажирський залізничний зупинний пункт Куп'янської дирекції Південної залізниці.
Розташований у смт Куп'янськ-Вузловий (на початку Парку східного прибуття), Куп'янський район, Харківської області на лінії Тополі — Куп'янськ-Вузловий між станціями Куп'янськ-Сортувальний (2 км), Заоскілля (5 км) та Куп'янськ-Південний (5 км).
Станом на травень 2019 року щодоби чотирнадцять пар приміських електропоїздів здійснюють перевезення за маршрутом Куп'янськ-Південний/Тополі/Вовчанськ/Гракове — Куп'янськ-Вузловий/Куп'янськ-Південний/Харків-Пасажирський.